# Mala Pirešica
Mala Pirešica este o localitate din comuna Žalec, Slovenia, cu o populație de 71 de locuitori.